# Мастер вышитой листвы
Мастер вышитой листвы — обозначение неизвестного по имени художника или художественной школы, существовавшей в Брюгге и в Брюсселе в период приблизительно с 1482 по 1510 год.
Обозначение Мастер вышитой листвы было впервые предложено в 1926 году немецким искусствоведом Максом Фридлендером, обратившим внимание на несколько изображений Мадонны, хранящихся в коллекциях нескольких разных значительных музеев, которые выделялись своим высоким художественным уровнем и особым мастерством и детализацией в изображении пейзажей и одежд. Так, художник тщательно и в характерной манере прорисовывал листья. Листья, кропотливо воспроизводимые им, напомнили искусствоведу повторяющиеся стежки на вышивке, поэтому он назвал неизвестного художника Мастером вышитой листвы. Фридлендер предположил, что эти картины, относящиеся к ранней нидерландской живописи и демонстрирующие явное влияние Ханса Мемлинга (1433—1494) и Рогира ван дер Вейдена (1400—1464), были написаны одним и тем же мастером.
Сам Фридлендер первоначально включил в группу работ мастера пять картин, три из которых хранятся в США — в Художественном музее Филадельфии, институте искусств Миннеаполиса и институте Кларков, и две — в Европе (в музее Грунинге в Брюгге, Бельгия и в музее изящных искусств Лилля, Франция). Позднее другими искусствоведами к этой группе картин были добавлены и другие работы, хранящиеся в Лувре, Национальной галерее Шотландии в Эдинбурге и Детройтском институте искусств.
Атрибуция этих работ одному художнику была поддержана большинством учёных, и так продолжалось до тех пор, пока, почти век спустя, исследование института Кларков, проведённое с использованием современных технологий и приуроченное к ретроспективной выставке работ, ассоциируемых с мастером, не пришло к следующему заключению: «Наш анализ, основанный на лабораторных исследованиях и рассмотрении практики мастерских пятнадцатого века, позволяет предполагать, что все рассмотренные работы были созданы между 1482 и началом XVI века, но не одним, а несколькими художниками, возможно, разделявшими общий подход к изображению основных фигур. Однако, пока не появятся дальнейшие убедительные доказательства, мы будем продолжать приписывать картины Мастеру вышитой листвы, признавая в то же время, что это — универсальное имя, относящееся к ряду художников, работавших в Брюсселе и Брюгге в конце XV века».
Таким образом, хотя первоначальная гипотеза была опровергнута, от привычного имени решили не отказываться. Идея Фридлендера, пусть и в переосмысленном виде, осталась функциональной.
Дискуссия о Мастере вышитой листвы проходила на фоне более широкого процесса идентификации художников нидерландского возрождения «первого поколения» — современников ван дер Вейдена, и споров об авторстве сохранившихся картин. Так, художник, известный как Флемальский мастер, был соотнесён с Робером Кампеном, а одна из наиболее известных картин самого Мастера вышитой листвы переатрибутирована (под вопросом) Арту ван ден Босхе. Процесс изучения ранней нидерландской живописи на сегодняшний день ещё далеко не завершён, и дискуссии по этой теме продолжаются.

## Галерея

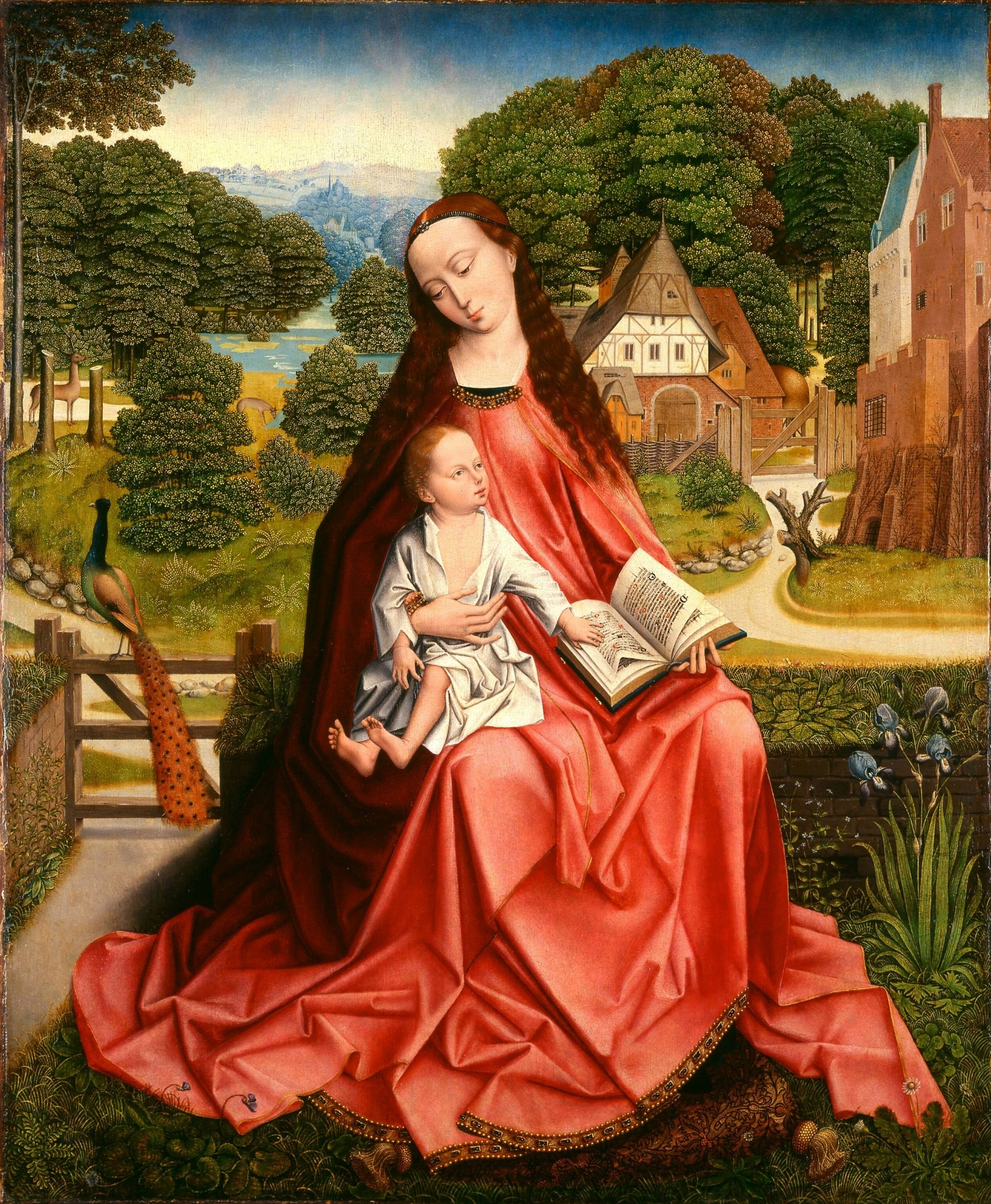
Мадонна с младенцем, Институт искусств Миннеаполиса. С недавнего времени зачастую приписывается Арту ван ден Босхе.
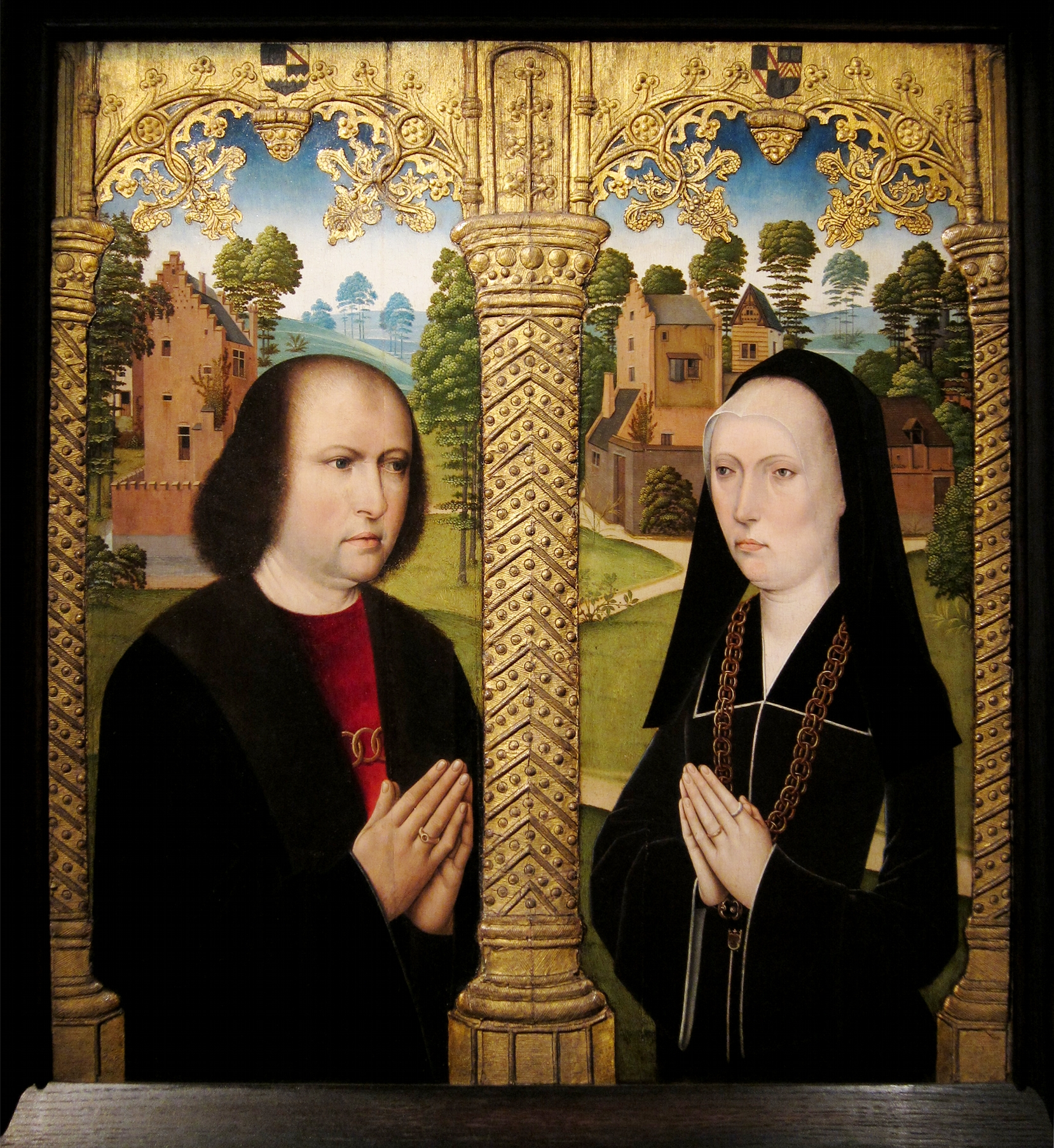
Портрет донаторов. Музей изящных искусств Лилля.
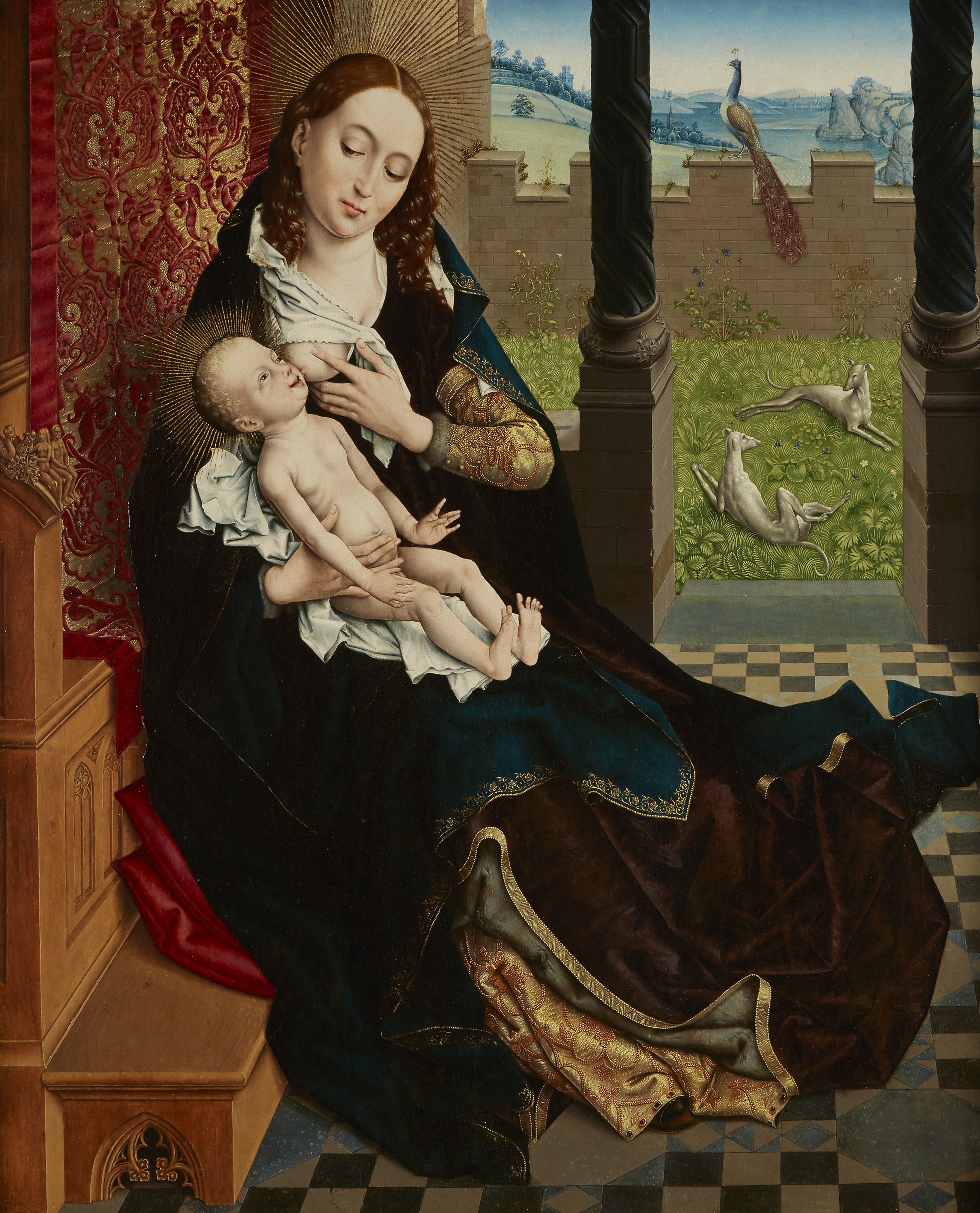
Мадонна с младенцем.